# 抗寄生虫药
抗寄生虫药是專門用于治疗寄生虫病的藥品和抗微生物剂，例如由寄生虫、 变形体、 小孢癬菌屬和原生動物等引起的疾病。抗寄生虫药可以消灭或抑制寄生虫的生长。 抗寄生虫药可以口服、靜脈注射以及外用。 过度使用或滥用抗寄生虫药可能會出現抗生素抗藥性。